# Ninia atrata
Espèce
Synonymes
- Coluber atratus Hallowell, 1845
- Streptophorus lansbergi Duméril, Bibron & Duméril, 1854
- Streptophorus drozii Duméril, Bibron & Duméril, 1854
- Streptophorus sebae schmidti Jan, 1862
- Ninia spilogaster Peters, 1881

Ninia atrata  est une espèce de serpents de la famille des Dipsadidae.

## Répartition
Cette espèce se rencontre :
- dans l'est du Panama ;
- en Colombie ;
- en Équateur ;
- au Venezuela dans les États de Táchira et de Barinas ;
- sur l'île de Trinité.

## Publication originale
- Hallowell, 1845 : Descriptions of reptiles from South America, supposed to be new. Proceedings of the Academy of Natural Sciences of Philadelphia, vol. 2, p. 241-247 (texte intégral).